# Johann Pastor
Johann Pastor (* um 1440 in Aachen; † 28. Februar 1510 ebenda) war Schöffe und Bürgermeister der Reichsstadt Aachen.

## Leben und Wirken
Johann Pastor war der Sohn von Johann Pastor aus Haaren (1390–1449) und dessen zweiter Ehefrau Margarethe Swane (Schwan; † 1485), die Erbin der Gaststätte „Zum Birnbaum“ auf dem Aachener Markt. Da es mehrere Mitglieder gleichen Vornamens in seiner großen und in Aachen weit verbreiteten Familie Pastor gab, legte er sich zur Unterscheidung dieser Vornamen den Zusatz vom Birnbaum zu, der einige Generationen Bestand hatte.
Zusammen mit seinem Bruder Joist absolviert Johann Pastor von Birnbaum eine kaufmännische Ausbildung, verbrachte einige Jahre im Ausland und beherrschte mehrere Sprachen. Er übernahm als Kaufmann und Weinhändler das elterliche Gasthaus „Zum Birnbaum“ am Markt und baute es zu einem exklusiven Treffpunkt für hochrangige Gäste der Stadt Aachen aus.
Darüber hinaus begann er, sich politisch zu betätigen, und wurde 1470 erstmals in den Rat der Stadt Aachen gewählt und wurde Mitglied des „Großen Rates“, der unter anderem für das Allgemeinwesen zuständig war, über Leben und Tod richtete und die neuen Ratsmitglieder wählte. Im Jahr 1495 wurde er zum städtischen Werkmeister ernannt und für die Amtsperiode 1498/99 zum Bürger-Bürgermeister aus den Reihen der Zünfte gewählt. Zwei Jahre später wurde sein Vetter Hermann Pastor († 1515) ebenfalls zum Bürger-Bürgermeister gewählt, der sich dafür einsetzte, dass die Schmiedemeister die Berechtigung erhielten, mit Eisen und Stahl zu handeln, was bisher nur den Krämern vorbehalten war.
Nach einem anschließenden Jahr als Rentmeister wurde Johann Pastor im Jahr 1501 in den Schöffenstuhl aufgenommen, was für ihn eine besondere Auszeichnung darstellte, da sich die Schöffen in der Regel nur aus den alten ortsansässigen Adelsfamilien rekrutierten. Zugleich wurde er in die Sternzunft gewählt, der ausschließlich Adelige angehörten und die eine Fortführung des vorherigen alten Erbrates darstellte. Als Kandidat der Schöffen wurde er schließlich im Jahr 1502 zum Schöffenbürgermeister der Stadt Aachen gewählt und bekleidete ab 1506 noch das Ehrenamt eines weltlichen Sendschöffen.
Johann Pastor war verheiratet mit Katharina Kloecker, die ihm mindestens sechs Kinder gebar. Pastor wurde dadurch zum Ahnherrn des Aachener Zweiges der Familie Pastor vom Birnbaum, der in den Folgegenerationen weitere ortsbekannte Schöffen hervorbrachte und erst im Jahr 1648 im Mannesstamm erlosch. Das Gasthaus zum Birnbaum blieb noch bis etwa 1550 im Besitz der Familie.